# Isla Hendrik
La isla Hendrik (en danés, Hendrik Ø) es una isla ribereña localizada en aguas del mar de Lincoln (océano Ártico), frente a la costa septentrional de Groenlandia. Tiene una superficie de 583 km². 
La isla Hendrik es parte del Parque Nacional del noreste de Groenlandia (que comprende toda la parte nordeste de Groenlandia). 
La isla fue nombrada por Hans Hendrik, un inuk que participó en varias expediciones de exploración del Ártico.